# Fuirena subdigitata
Fuirena subdigitata är en halvgräsart som beskrevs av Charles Baron Clarke. Fuirena subdigitata ingår i släktet Fuirena och familjen halvgräs. Inga underarter finns listade i Catalogue of Life.